# Lilla Malmbergstjärnen
Lilla Malmbergstjärnen är en sjö i Filipstads kommun i Värmland och ingår i Göta älvs huvudavrinningsområde.